# Посольство Эквадора в России

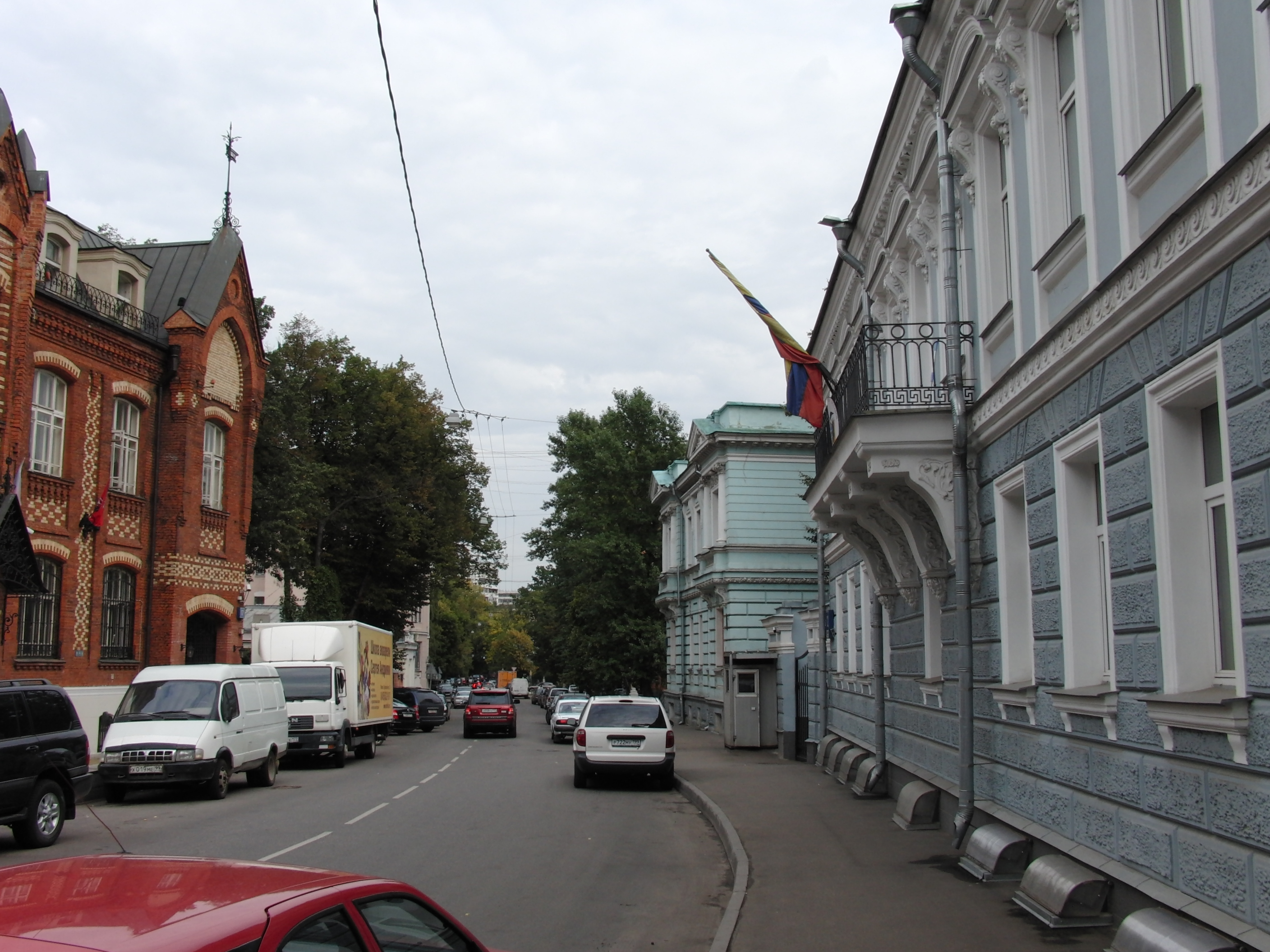
Окрестности посольства.

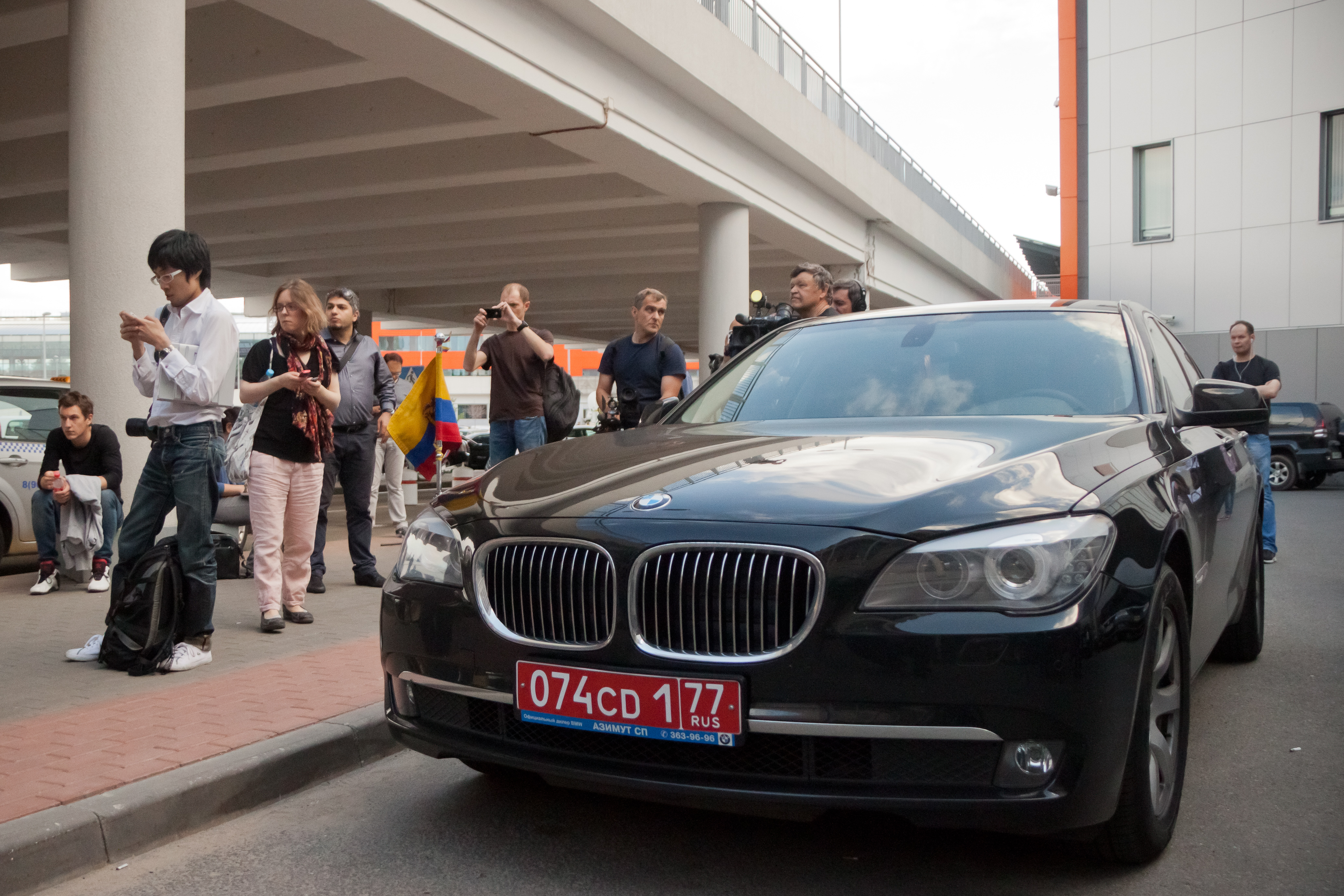
Автомобиль посольства Эквадора в аэропорту Шереметьево.

Посольство Эквадора в Российской Федерации расположено в Москве в Басманном районе в Гороховском переулке. 
- Адрес: 105064, Москва, Гороховский переулок, д. 12.
- Чрезвычайный и полномочный посол Республики Эквадор в Российской Федерации: Хуан Фернандо Ольгин Флорес.
- Индекс автомобильных дипломатических номеров посольства — 074.

## Дипломатические отношения
Дипломатические отношения между СССР и Республикой Эквадор установлены 16 июня 1945 года. Обмен посольствами состоялся 25 мая 1970 года. В декабре 1991 года эквадорское правительство признало Российскую Федерацию в качестве государства-продолжателя СССР.

## Консульства
- Почётное консульство Эквадора во Владивостоке.
- Почётное консульство Эквадора в Санкт-Петербурге.

## Послы Эквадора в России
- Хуан Исаак Ловато Варгас (1970—1973)
- Хорхе Икаса Коронель (1973—1976)
- Плутарко Наранхо Варгас (1977—1978)
- Хуан Карлос Файдутти (1981—1985)
- Рамиро Сильва дель Посо Вела (1985—1988)
- Эдуардо Сантос Альвите (1988—1990)
- Хуан Саласар Сансизи (1994—1997)
- Химена Мартинес де Перес (1998—2002)
- Мерседес де Хесус Тикси Ортис (2003—2004)
- Альваро Роберто Понсе Альварадо (2004—2007)
- Патрисио Альберто Чавес Савала (2007—2015)
- Хулио Сесар Прадо Эспиноса (2015—2021)
- Хуан Фернандо Ольгин Флорес (2021—н. в.)